# Uniwersytet Stanu Pensylwania
Uniwersytet Stanu Pensylwania, Uniwersytet Stanowy Pensylwanii (ang. Pennsylvania State University; w potocznym skrócie Penn State) – amerykański uniwersytet publiczny w stanie Pensylwania, założony w 1855 roku jako Farmers’ High School of Pennsylvania.
Uczelnia posiada wiele kampusów (największy znajduje się w State College). Należy do Big Ten Conference.